# Volkshochschule Minden

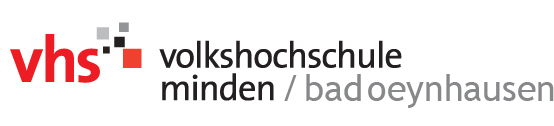
Logo Volkshochschule Minden/Bad Oeynhausen

Die Volkshochschule Minden (VHS Minden) ist ein Zweckverband der ostwestfälischen Stadt Minden in Nordrhein-Westfalen und dient der Erwachsenen- und Weiterbildung.

## Geschichte
Die VHS Minden wurde nach dem Ersten Weltkrieg 1919 gegründet. Vorbild war dabei die kurz vorher gegründete Volkshochschule in Bielefeld. Vorsitzender der Kommission zur Leitung der VHS Minden war der damalige Bürgermeister Carl Dieckmann. Jedoch ließ in der Folgezeit das Interesse stark nach, und nach der Inflationszeit taucht die Volkshochschule in den Aufzeichnungen der Stadt Minden nicht mehr auf. Nach dem Zweiten Weltkrieg wurde die VHS Minden neu gegründet, jedoch schwanden auch diesmal die Hörerzahlen und der Betrieb kam zum Erliegen.
Am 22. Juli 1957 wurde die VHS neu gegründet. Erster Leiter wurde der Berufsschuldirektor a. D. Lucke. 1971 wurde als sein Nachfolger Realschuldirektor a. D. Wilhelm Krieger gewählt. 1976 änderte die VHS Minden aufgrund des Weiterbildungsgesetzes von 1974 sich von einem Verein zu einem Zweckverband und bekam einen hauptamtlichen Leiter. Der Zweckverband bestand zunächst mit den Städten Porta Westfalica und Petershagen sowie der Gemeinde Hille. Leiter war von 1976 bis 2002 Vosswinkel, ab 2002 bis 2007 leitete die Volkshochschule Udo Witthaus. Direktor der VHS ist Frank Mauritz (2023).
Am 11. April 2011 beschloss die Zweckverbandsversammlung einstimmig die Aufnahme der VHS Bad Oeynhausen in den Zweckverband. Damit konnten die beiden Volkshochschulen in Bad Oeynhausen und Minden fusionieren.
Das erste gemeinsame Programm erschien zum Semesterbeginn am 6. Februar 2012.

## Träger
Die Volkshochschule Minden wird gemeinsam von den Städten Minden, Bad Oeynhausen, Porta Westfalica und Petershagen sowie der Gemeinde Hille betrieben.

## Organisationsform
Die Volkshochschule Minden wird als Zweckverband der zusammengeschlossenen Kommunen betrieben. Organe des Zweckverbandes sind die Verbandsversammlung und der Verbandsvorsteher. Darüber hinaus gibt es bei der VHS Minden eine Konferenz. In ihr arbeiten die Vertreter der Hörer, der Dozenten und der Leitung der Vhs, um eine bedarfsgerechte Planung und Durchführung von Lehrveranstaltungen zu gewährleisten.